# Sycoscapter australis
Sycoscapter australis är en stekelart som först beskrevs av Walter Wilson Froggatt 1900.  Sycoscapter australis ingår i släktet Sycoscapter och familjen fikonsteklar. Inga underarter finns listade i Catalogue of Life.